# Kaki (fruct)
Kaki este fructul arborelui Diospyros kaki din familia Ebenaceae, genul Diospyros. Culoarea variază de la galben deschis la portocaliu-roșiatic, iar forma sa este asemănătoare cu a roșiei sau a unui dovleac. Kaki este o bacă.

## Denumire
Deoarece în rusă și turcă se numește hurma, în Republica Moldova și alte țări care au făcut parte din URSS, uneori este confundat cu curmala.

## Date generale
Copacul de kaki are o creștere lentă și ajunge la o înălțime de 10 metri. Frunzele sunt căzătoare și au formă eliptică sau ovală. Copacul produce fructe după 7–8 ani.

## Producție
Tabelul de mai jos prezintă clasamentul primelor zece țări producătoare de kaki conform statisticilor FAO din 2005.
| \| Țară \| 1970 \| 1990 \| 1995 \| 2000 \| 2005 \| \| ------------- \| ------- \| ------- \| ------- \| --------- \| --------- \| \| China \| 457.341 \| 640.230 \| 985.803 \| 1.615.797 \| 1.837.000 \| \| Coreea de Sud \| 30.310 \| 95.758 \| 194.585 \| 287.847 \| 250.000 \| \| Japonia \| 342.700 \| 285.700 \| 254.100 \| 278.800 \| 230.000 \| \| Brazilia \| 21.659 \| 46.712 \| 51.685 \| 63.300 \| 150.000 \| \| Italia \| 59.600 \| 68.770 \| 61.300 \| 42.450 \| 51.332 \| \| Israel \| - \| 17.200 \| 11.000 \| 14.000 \| 40.000 \| \| Noua Zeelandă \| - \| 972 \| 1.600 \| 1.200 \| 1.300 \| \| Iran \| 25 \| 925 \| 1.000 \| 1.000 \| 1.000 \| \| Australia \| - \| 329 \| 640 \| 650 \| 650 \| \| Mexic \| - \| 275 \| 274 \| 450 \| 450 \| |         |         |         |           |           |
| Țară | 1970    | 1990    | 1995    | 2000      | 2005      |
| China | 457.341 | 640.230 | 985.803 | 1.615.797 | 1.837.000 |
| Coreea de Sud | 30.310  | 95.758  | 194.585 | 287.847   | 250.000   |
| Japonia | 342.700 | 285.700 | 254.100 | 278.800   | 230.000   |
| Brazilia | 21.659  | 46.712  | 51.685  | 63.300    | 150.000   |
| Italia | 59.600  | 68.770  | 61.300  | 42.450    | 51.332    |
| Israel | -       | 17.200  | 11.000  | 14.000    | 40.000    |
| Noua Zeelandă | -       | 972     | 1.600   | 1.200     | 1.300     |
| Iran | 25      | 925     | 1.000   | 1.000     | 1.000     |
| Australia | -       | 329     | 640     | 650       | 650       |
| Mexic | -       | 275     | 274     | 450       | 450       |